# Classe ATC A10
Pour les articles homonymes, voir A10.
La classe ATC A10, dénommée « Médicaments utilisés en cas de diabète », est un sous-groupe thérapeutique de la classification anatomique, thérapeutique et chimique, développée par l'OMS pour classer les médicaments et autres produits médicaux. La classe ATC vétérinaire correspondante dans la classification ATCvet est QA10. Le sous-groupe présenté ici est celui établi par l'OMS, et peut donc différer des versions dérivées utilisées dans certains pays. Il fait partie du groupe anatomique A de la classification, intitulé « Système digestif et métabolisme ».

## A10A Insulines et analogues

### A10ABInsulinesetanaloguespour injection, à action rapide
A10AB01 Insuline (humaine)
A10AB02 Insuline (bœuf)
A10AB03  Insuline (porc)
A10AB04 Insuline lispro
A10AB05 Insuline aspart
A10AB06 Insuline glulisine
A10AB30 Associations

### A10AC Insulines et analogues pour injection, à action intermédiaire
A10AC01 Insuline (humaine)
A10AC02 Insuline (bœuf)
A10AC03  Insuline (porc)
A10AC04 Insuline lispro
A10AC30 Associations

### A10AD Insulines et analogues pour injection, à action intermédiaire ou longue combinées avec insulines à action rapide
A10AD01 Insuline (humaine)
A10AD02 Insuline (bœuf)
A10AD03  Insuline (porc)
A10AD04 Insuline lispro
A10AD05 Insuline aspart
A10AD06 Insuline dégludec et insuline aspart
A10AD30 Associations

### A10AE Insulines et analogues pour injection, à action lente
A10AE01 Insuline (humaine)
A10AE02 Insuline (bœuf)
A10AE03  Insuline (porc))
A10AE04 Insuline glargine
A10AE05 Insuline détémir
A10AE06 Insuline dégludec
A10AE30 Associations
A10AE54 Insuline glargine et lixisénatide
A10AE56 Insuline dégludec et liraglutide

### A10AF Insulines et analogues pour inhalation
A10AF01 Insuline (humaine)

## A10B Médicament réduisant la glycémie, autres que les insulines

### A10BA Biguanides
A10BA01 Phenformine
A10BA02 Metformine
A10BA03 Buformine

### A10BB Sulfonylurées
A10BB01 Glibenclamide
A10BB02 Chlorpropamide
A10BB03 Tolbutamide
A10BB04 Glibornuride
A10BB05 Tolazamide
A10BB06 Carbutamide
A10BB07 Glipizide
A10BB08 Gliquidone
A10BB09 Gliclazide
A10BB10 Métahexamide
A10BB11 Glisoxepide
A10BB12 Glimépiride
A10BB31 Acétohexamide

### A10BC Sulfonamides (hétérocycliques)
A10BC01 Glymidine

### A10BD Associations de médicaments oraux réduisant la glycémie
A10BD01 Phénformine (en) et sulfonamides
A10BD02 Metformine et sulfonamides
A10BD03  Metformine et rosiglitazone
A10BD04 Glimépiride et rosiglitazone
A10BD05 Metformine et pioglitazone
A10BD06 Glimepiride et pioglitazone
A10BD07 Metformine et sitagliptine
A10BD08 Metformine et vildagliptine
A10BD09 Pioglitazone et alogliptine
A10BD10 Metformine et saxagliptine
A10BD11 Metformine et linagliptine
A10BD12 Pioglitazone et sitagliptine
A10BD13 Metformine et alogliptine
A10BD14 Metformine et répaglinide
A10BD15 Metformine et dapagliflozine
A10BD16 Metformine et canagliflozine
A10BD17 Metformine et acarbose
A10BD18 Metformine et gémigliptine
A10BD19 Linagliptine et empagliflozine
A10BD20 Metformine et empagliflozine
A10BD21 Saxagliptine et dapagliflozine
A10BD22 Metformine et évogliptine

### A10BF Inhibteurs d'alpha-glycosidase
A10BF01 Acarbose
A10BF02 Miglitol
A10BF03 Voglibose

### A10BG Thiazolidinédiones
A10BG01 Troglitazone
A10BG02 Rosiglitazone
A10BG03 Pioglitazone

### A10BH Inhibiteurs de la dipeptidyl peptidase-4 (DPP-4)
A10BH01 Sitagliptine
A10BH02 Vildagliptine
A10BH03 Saxagliptine
A10BH04 Alogliptine
A10BH05 Linagliptine
A10BH06 Gémigliptine
A10BH07 Évogliptine
A10BH51 Sitagliptine et simvastatine

### A10BJ Analogues du Glucagon-like peptide-1 (GLP-1)
A10BJ01 Exénatide
A10BJ02 Liraglutide
A10BJ03 Lixisénatide
A10BJ04 Albiglutide
A10BJ05 Dulaglutide
A10BJ06 Sémaglutide

### A10BK Inhibiteurs du Sodium-Glucose Co-Transporteur 2 (SGLT2)
A10BK01 Dapagliflozine
A10BK02 Canagliflozine
A10BK03 Empagliflozine
A10BK04  Ertugliflozine
A10BK05 Ipragliflozine
A10BK06 Sotagliflozine

### A10BX Autres médicament réduisant la glycémie, autres que les insulines
A10BX01 Gomme de guar
A10BX02 Répaglinide
A10BX03 Natéglinide
A10BX05 Pramlintide
A10BX06 Benfluorex
A10BX08 Mitiglinide

## A10X Autres médicament utilisés dans le cas de diabètes

### A10XA Inhibiteurs d'aldose réductase
A10XA01 Tolrestat